# Domenico Bresolin

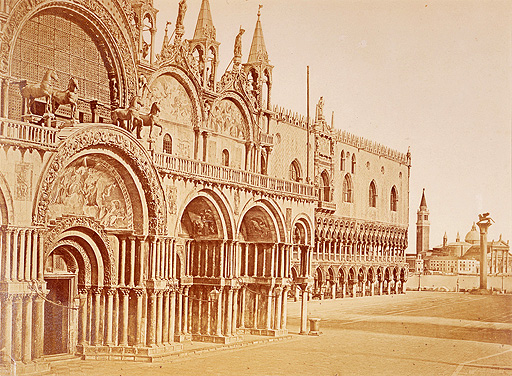
Domenico Bresolìn: Bazilika svatého Marka, 1851–1855

Domenico Bresolìn (1813–1900) byl italský fotograf známý svými výtvarnými obrazy Benátek, byl jedním z fotografů architektury 19. století.

## Životopis
Narodil se v Padově v roce 1814. Nejprve se vyučil dekorativním malířem, ale poté se věnoval krajinomalbám a architektonickým vedutám. Odcestoval do Florencie, kde pracoval s maďarským malířem Carlem Markem. Odtamtud šel do Říma. Nenašel však úspěch jako malíř a rozvinul kariéru ve fotografii exteriérů, ve své době v plenkách. V roce 1864 začal vést kurzy krajinářského umění na Akademii výtvarných umění v Benátkách. Jedním z jeho žáků byl Guglielmo Ciardi. V roce 1864 jeho fotografický archiv převzal fotograf Carlo Ponti.
Domenico Bresolìn zemřel v roce 1900.
Několik jeho fotografií je součástí sbírky vévodkyně z Berry (1798–1870).

## Galerie

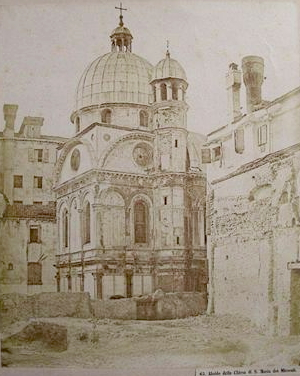
Apsidy kostela Santa Maria dei Miracoli, 1855
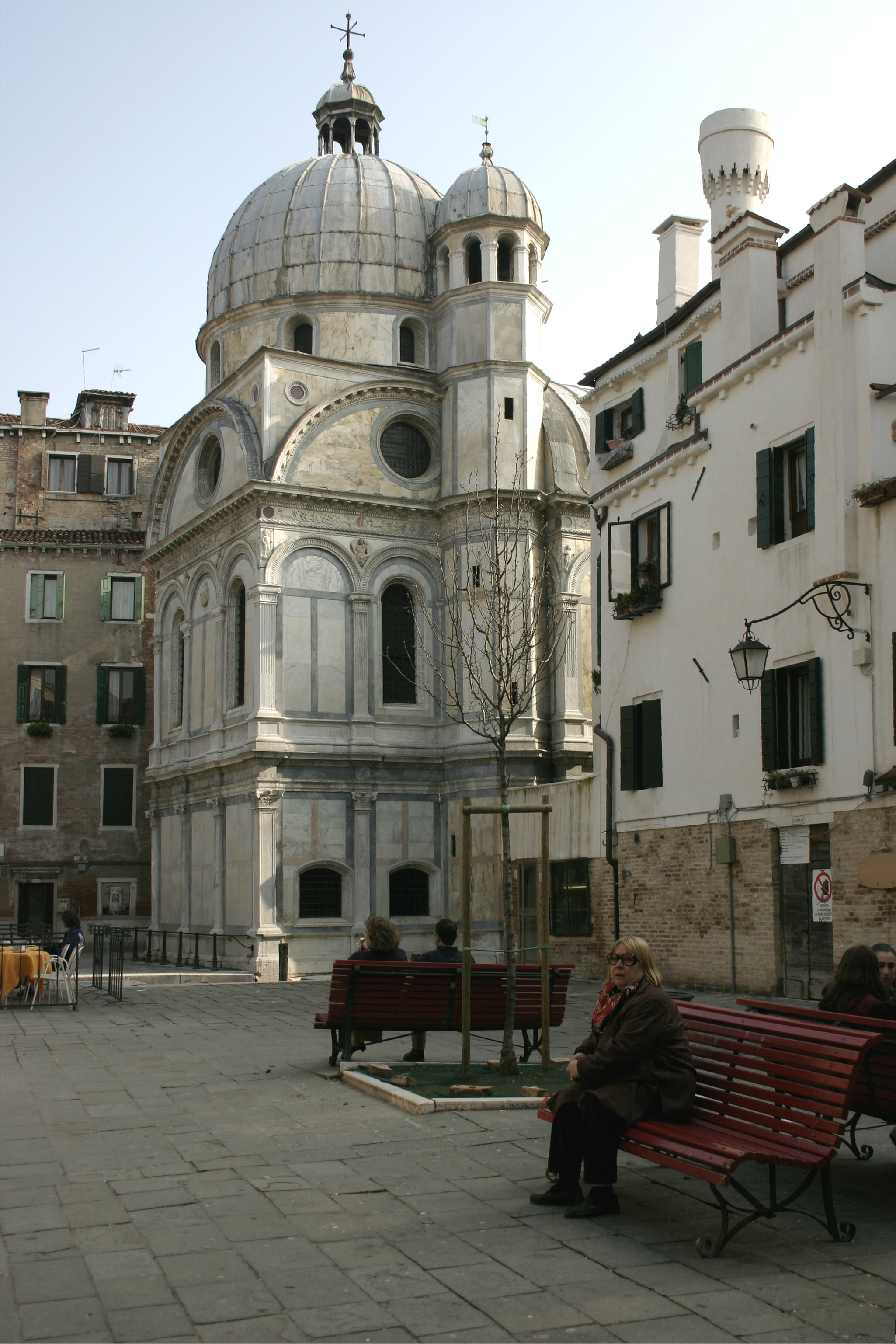
Apsidy kostela Santa Maria dei Miracoli, listopad 2004, refotografie